# Босна и Херцеговина на Светском првенству у атлетици на отвореном 2015.
Босна и Херцеговина је на Светском првенству у атлетици на отвореном 2015. одржаном у Пекингу од 12. до 30. августа, учествовала дванаести пут под овим именом, са тројицом атлетичара који су се такмичили у две атлетске дисциплине
Ово је било најуспешније светско првенство за босанскохерцеговачке атлетичаре. Амел Тука је донео прву медаљу за босанскохерцеговачку атлетику на светским првенствима.
Представници Босне и Херцеговине освојили су једну бронзану медаљу, без нових националних рекорда и у укупном пласману по броју освојених медаља делили 32 место са још 11 земаља, од укупно 207 земаља учесница и 43 земаља које су освајале медаље. У табели успешности према броју и пласману такмичара који су учествовали у финалним такмичењима (првих 8 такмичара), делила је 49 место са 6 бодова. По овом основу бодове су добили представници 68 земаља.
| Плас. | Земља               | 1. место | 2. место | 3. место | 4. место | 5. место | 6. место | 7. место | 8. место | Бр. финал. | Бод. |
| ----- | ------------------- | -------- | -------- | -------- | -------- | -------- | -------- | -------- | -------- | ---------- | ---- |
| =49.  | Босна и Херцеговина | 0        | 0        | 1        | 0        | 0        | 0        | 0        | 0        | 1          | 6    |

## Освајачи медаља

### Бронза (1)
- Амел Тука — 800 метара

## Учесници
Мушкарци:
- Амел Тука — Трка на 800 метара, АК Зеница из Зенице
- Хамза Алић — Бацање кугле, АК Зеница из Зенице
- Кемал Мешић — Бацање кугле, АК Сарајево из Сарајева

## Резултати

### Мушкарци
| Атлетичар   | Дисциплина   | Лични рекорд | Квалификације  | Квалификације  | Полуфинале           | Полуфинале           | Финале               | Финале      | Детаљи |
| Атлетичар   | Дисциплина   | Лични рекорд | Резултат       | Место          | Резултат             | Место                | Резултат             | Место       | Детаљи |
| ----------- | ------------ | ------------ | -------------- | -------------- | -------------------- | -------------------- | -------------------- | ----------- | ------ |
| Амел Тука   | 800 м        | 1:42,51 НР   | 1:46,12        | 1. гр. 3 КВ    | 1.44,48              | 1. у пф. 3           | 1:46.30              |             |        |
| Хамза Алић  | Бацање кугле | 20,73        | 18,62          | 14, у гр. Б    |                      |                      | Није се квалификовао | 28 /28 (31) |        |
| Кемал Мешић | Бацање кугле | 20,71        | Није стартовао | Није стартовао | Није се квалификовао | Није се квалификовао |                      |             |        |